# 阿斯忒里亚区
阿斯忒里亚区（英語：Asteria Regio）是金星上的一处区域，位于V28 四方格赫卡忒深谷中，东南面与福柏区相接壤。